# Тропа сломанного клинка
«Тропа сломанного клинка» (кит. 斷腸劍, англ. The Trail of the Broken Blade, букв. Меч, убитый горем) — гонконгский фильм режиссёра Чжан Чэ 1967 года.

## Сюжет
Ли Юэ, сын покойного главнокомандующего, разыскиваемый по решению суда за убийство придворного, акт возмездия, бежит в небольшой городок, где живёт под другим именем, Цзян Ци, и работает конюхом. Девушка-разбойник по имени Сяомэй влюбляется в Юэ, но сам парень любит Лю Чжэньэр, девушку, которую он был вынужден оставить. Юэ знакомится с мечником Фан Цзюньчжао, который ищет Ли Юэ по просьбе Чжэньэр. Одновременно Цзюньчжао разыскивает молодой мастер острова Летучей Рыбы, Ту Лун, после того, как Цзюньчжао спас Чжэньэр от банды отца Ту Луна, Ту Цяньцю, и убил сына Цяньцю по имени Ху. Благодаря Сяомэй Чжэньэр приходит в дом к Ли Юэ, однако Юэ бежит на остров сражаться с бандой Ту Тяньцю, так как считает, что Чжэньэр влюблена в Цзюньчжао, и что Чжэньэр не достойна жизни с беглым преступником. Ли Юэ сражается до конца и уничтожает врагов, пока не получает смертельное ранение клинком Цяньцю. Чжэньэр бросается к нему, затем убивает себя. Одинокий Цзюньчжао продолжает жизнь одинокого странника.

## В ролях
| Актёр       | Роль                                 |
| ----------- | ------------------------------------ |
| Цинь Пин    | Лю Чжэньэр                           |
| Цяо Чжуан   | Фан Цзюньчжао                        |
| Джимми Ван  | Ли Юэ / Цзян Ци                      |
| Лиза Цзяо   | Ши Сяомэй                            |
| Чэнь Хунле  | Ту Лун                               |
| Чжэн Лэй    | ученик Сяня с шестом                 |
| Клифф Лок   | ученик Сяня с мечом                  |
| Пол Нгай    | Ши Гань                              |
| Тянь Фэн    | Ту Цяньцю                            |
| Ли Ин       | Лю Сянь                              |
| Пхан Пхан   | боец Цяньцю с дубинками              |
| Фань Мэйшэн | Сяо Хуцзы                            |
| У Ма        | Цзяо Первый                          |
| Тан Ди      | грабитель, просящий Ху ограбить Сяня |
| Ван Гуанъюй | Ту Ху                                |
| Лэй Ваньчун | половой                              |
| Ву Тхун     | Чжао Вэньхуа                         |

## Съёмочная группа
- Компания: Shaw Brothers
- Продюсер: Шао Жэньлэн
- Режиссёр: Чжан Чэ
- Сценарист: Чжан Чэ
- Ассистент режиссёра: Сюн Тинъу
- Постановка боевых сцен: Тан Цзя[кит.], Лау Калён[кит.]
- Художник Чань Кэйёй
- Монтажёр: Цзян Синлун
- Грим: Нг Кон
- Оператор: Пао Сюэли
- Композитор: Эдди Ван, Ван Фулин[кит.]